# مقاطعة كازرون
مقاطعة كازرون (بالفارسية: شهرستان کازرون) هي إحدى مقاطعات في محافظة فارس في إيران. مركز مقاطعة كازرون هو مدينة كازرون.

## أعلام
- جلال الدين الدواني